# حقوق الإنسان في لاوس

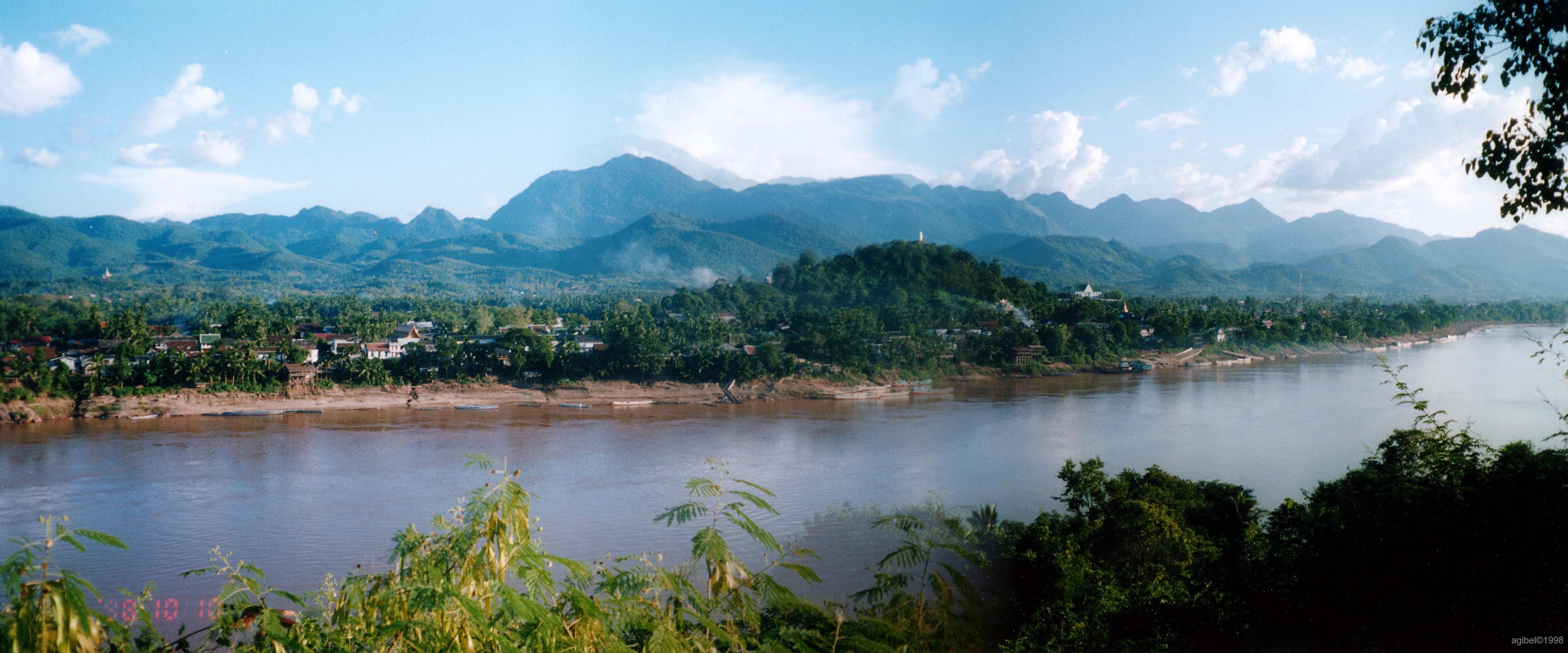

كانت حالة حقوق الإنسان في لاوس في كثير من الأحيان وما تزال مدعاة للقلق الشديد. تعد لاوس واحدة من الدول الشيوعية، ذات النظام الحزبي الواحد، المدعومة من القوات المسلحة لجمهورية لاو، بالتحالف مع الجيش الفيتنامي وجمهورية فيتنام الاشتراكية في هانوي. أثارت منظمة العفو الدولية ومركز تحليل السياسات العامة والرابطة المتحدة للديمقراطية في لاوس وهيومن رايتس ووتش ومجلس لاو لحقوق الإنسان وغيرها من المنظمات غير الحكومية مخاوف جدية متكررة بشأن سجل موافقة حكومة لاوس على ما يتعلق بمعايير حقوق الإنسان وعدم تعاونها مع آليات الأمم المتحدة لحقوق الإنسان والتدابير التشريعية التي تؤثر سلبًا على حقوق الإنسان. وأبدوا مخاوفهم بشأن الناشط المدني المختفي سومباث سومفون، والمعارضين السياسيين والدينيين المسجونين والمعذبين، والهجمات العسكرية على المدنيين العزل، فضلًا عن الافتقار إلى حرية التعبير، بالإضافة للتعذيب وسوء أوضاع السجون والقيود المفروضة على حرية الأديان، وحماية اللاجئين وطالبي اللجوء، والقتل والاغتصاب خارج نطاق القضاء على أيدي جيش لاو الشعبي وقوات الأمن والاستخدام غير السليم لعقوبة الإعدام.
ما تزال أهداف السياسة لكل من حكومة لاو الشيوعية والمانحين الدوليين تركز على تحقيق النمو الاقتصادي المستدام والحد من الفقر. ولكن، تشكل القيود المفروضة على حرية التعبير وتكوين الجمعيات مصدر قلق كبير. إن منع وجود الهيئات المستقلة التي تتولى رصد حقوق الإنسان يجعل التقييم الدقيق للوضع مستحيلًا. على وجه الخصوص، ما يزال الوضع بالنسبة للجماعات المنتمية للعرقية الهمونغية خطيرًا، فهم ما يزالون يختبئون في الغابات، ما يؤدي إلى هروبهم باستمرار ولجوئهم إلى تايلاند. ما تزال عقوبة الإعدام سارية، على الرغم من عدم الإبلاغ عن عمليات إعدام منذ عام 1989.
تُعلن تقارير وزارة الخارجية الأمريكية حول حقوق الإنسان في جميع أنحاء العالم أن معظم محاكمات لاو في عام 2003، كانت أكثر بقليل من مجرد اختبارات شكلية للمتهمين، مع صدور حكم بالفعل. أشارت وزارة الخارجية إلى أن الشرطة ألغت في بعض الحالات، قرارات المحكمة، وفي بعض الحالات الأخرى، احتجزت متهمين برأتهم المحكمة، منتهكة بذلك القانون. علاوة على ذلك، في حين أن قانون لاو يمنع التعذيب، لكن السجناء يتعرضون للتعذيب الدائم من قبل أفراد قوات الأمن. وغيره من الانتهاكات. من القضايا المهمة في مجال حقوق الإنسان في لاوس، وجود المتمردين المناهضين للحكومة، معظمهم من أقلية الهمونغ العرقية، الذين قيل إن حكومة لاو تعاملهم معاملة قاسية. ذكرت وزارة الخارجية في تقريرها لعام 2006 أن «سجل الحكومة العام في مجال حقوق الإنسان ازداد سوءًا خلال هذا العام».

## موقف لاو الرسمي بشأن حقوق الإنسان
رسميًا، ومن الناحية النظرية، فإن الدستور الذي صدر في عام 1991 في ظل الحكومة الستالينية، يحتوي على معظم الضمانات الرئيسية لحقوق الإنسان. على سبيل المثال، في المادة 8، يوضح أن لاوس دولة متعددة الأعراق وتلتزم بالمساواة بين الجماعات العرقية. يحتوي الدستور أيضًا على أحكام تتعلق بالمساواة بين الجنسين وحرية الأديان وحرية التعبير والصحافة والتجمعات.
أقرّت لاوس في 25 سبتمبر 2009 العهد الدولي الخاص بالحقوق المدنية والسياسية، بعد تسع سنوات من توقيع المعاهدة. تظل الأهداف السياسة لكل من حكومة لاو والجهات المانحة الدولية مركزة نحو تحقيق نمو اقتصادي بشكل مستمر والحد من الفقر. ومع ذلك، ما يزال الفساد النظامي، وقطع الأشجار غير القانوني يمثل مشكلة خطيرة بين المسؤولين الحكوميين والعسكريين في لاو وفقًا لمنظمة الشفافية الدولية وغيرها.
ومع ذلك، فوفقًا لمنظمة العفو الدولية، فإن هيومن رايتس ووتش، ومركز تحليل السياسات العامة، والرابطة المتحدة للديمقراطية في لاوس، ومجلس لاو لحقوق الإنسان، ومعهد لاو للمحاربين القدامى في أمريكا، والعديد من منظمات حقوق الإنسان، والمنظمات غير الحكومية، وخبراء السياسة، فإن الواقع في لاوس مختلف تمامًا، والحكومة الماركسية عمومًا لا تلتزم بدستورها. أُدينت حكومة لاو في فينتيان بشكل متكرر من قبل الكونجرس الأمريكي ولجنة الأمم المتحدة للتمييز العنصري والبرلمان الأوروبي والمدافعين عن حقوق الإنسان، لا سيما في خضم سجن قادة لاو المؤيدين للديمقراطية في أكتوبر 1999، واضطهاد اللاجئين من الهمونغ، وطالبي اللجوء، واختطاف واختفاء زعيم المجتمع المدني سومباث سومفون.
تحتفظ حكومة لاو بعلاقات وثيقة مع حكومة كوريا الشمالية وجيشها.

## عقوبة الإعدام
بين عامي 2003 و2009، حُكم على 39 شخصًا على الأقل بالإعدام. وحُكم على 50 شخصًا آخر بالإعدام في عام 2010.

## الحالات الفردية
هناك العديد من الحالات الفردية لانتهاكات حقوق الإنسان في لاوس وفقًا للمنظمات غير الحكومية والمدافعين عن حقوق الإنسان.
على سبيل المثال، أُطلق سراح اثنين من كبار المسؤولين الحكوميين السابقين الذين سجنتهم منظمات حقوق الإنسان الدولية في أكتوبر 2004 بسبب تعبيرهم عن آراء سياسية منشقة. وتوفي أحد المنشقين المحكوم عليهم في السجن في عام 1998. وكان الرجال الثلاثة قد قُبض عليهم في عام 1990 بسبب تعبيرهم عن قلقهم إزاء سياسات الحكومة والدعوة للإصلاحات الاقتصادية والسياسية.
أُلقي القبض في أكتوبر 1999، على 30 شابًا لمحاولتهم نشر ملصقات تدعو إلى التغيير الاقتصادي والسياسي والاجتماعي السلمي في لاوس. قُبض على خمسة منهم وحُكم عليهم فيما بعد بالسجن لمدة تصل إلى 10 سنوات بتهمة الخيانة. وتوفي أحدهم بسبب معاملة حراس السجن له، في حين أُطلق سراح آخر. كان ينبغي إطلاق سراح الرجال الثلاثة الباقين على قيد الحياة بحلول أكتوبر 2009، لكن مكانهم ما يزال مجهولًا.
صوَّر لاجئ همونغي في لاو في عام 2004، وهرَّب لقطات فيديو من لاوس لحادث مزعوم اغتصبت وقتلت فيه قوات حكومة لاو أربع فتيات وفتى من شعب الهمونغ، ثم شوَّهوا جثثهم. وتنفي الحكومة هذه الاتهامات مدعية أن الفيديو كان ملفقًا. 

## صراع الهمونغ والهجمات على شعب الهمونغ غير المسلحين
اتُهمت حكومة لاوس بارتكاب إبادة جماعية ضد إثنية الهمونغ. قاتلت بعض مجموعات الهمونغ بصفتها وحدات مدعومة من قبل السي آي إيه في الحرب الأهلية في لاوس. بعد أن احتل باتيه لاو البلاد عام 1975، استمر النزاع في جيوب معزولة (مناطق منفصلة عن الحرب، عن منطقة الاشتباك الاساسي).في عام 1977 وعدت صحيفة شيوعية بأن الحزب سوف يلاحق «المتعاونين الأمريكيين» وعائلاتهم «إلى الجذر الأخير».
نُفي نحو  200000 من الهمونغ إلى تايلاند، وانتهى المطاف بالكثير منهم في الولايات المتحدة. لقد اختفى عدد من مقاتلي الهمونغ في الجبال في مقاطعة شيانغخوانغ لسنوات عديدة، مع ظهور بقية منهم في الغابات في عام 2003.
أفادت الأنباء خبر اغتصاب عصابات من لاوس والفيتنام وقتلهم لأربع نساء مسيحيات من شعب همونغ في مقاطعة كسينج خوانج في عام 2011، وذلك وفقًا لمنظمة غير حكومية أمريكية «مركز تحليل السياسات العامة». وأضافت هذه المنظمة أن المسيحيين والبوذيين المستقلين والمؤمنين الروحيين وغيرهم، تعرضوا للاضطهاد أيضًا. وثَّقت منظمة العفو الدولية وغيرها من المنظمات غير الحكومية، والصحفيين والمدافعين عن حقوق الإنسان هجمات جيش لاو الشعبية على المدنيين غير المسلحين في لاوس.

## لاجئو لاوس والعودة القسرية
وضع مفوض الأمم المتحدة السامي لشؤون اللاجئين في عام 1989، بدعم من حكومة الولايات المتحدة، «خطة العمل الشاملة»، وهو برنامج لوقف موجة اللاجئين من الهند الصينية، من لاوس وفيتنام وكمبوديا. بموجب الخطة، كان من المقرر تقييم وضع اللاجئين من خلال عملية الفرز. كان من المفترض أن تُمنح طالبي اللجوء المعترف بهم فرص إعادة التوطين، بينما يُعاد اللاجئون الباقون إلى وطنهم لضمان السلامة العامة.